# Yun Yeong-ryeol
Yun Yeong-ryeol (윤영렬, avril 1854 - 1939) est un soldat et politicien coréen de la période Joseon. Ses surnoms sont Gyungjae, Yeongu. Il est oncle de Yun Chi-ho, grand-père de Yun Po-sun et père de Yun Chi-young.
Il collabore avec l'empire du Japon lors de l'occupation de la Corée par le Japon, ce qui lui vaut d'être intégré dans l'ordre nobiliaire japonais de l'époque.

## Sources
- Kranewitter, Rudolf. (2005). Dynamik der Religion Schamanismus, Konfuzianismus, Buddhismus und Christentum in der Geschichte Koreas von der steinzeitlichen Besiedlung des Landes bis zum Ende des 20. Jahrhunderts. Münster: LIT Verlag.  (ISBN 3-825-88628-X et 978-3-825-88628-8); OCLC 181472594
- Leibo, Steven A. (2006). East and Southeast Asia. Harpers Ferry, West Virginia: Stryker-Post Publications. OCLC 61691567
- Speer, Robert E. (1905). "Korea, Japan and Russia", in The Ideal Home Educator: a Superb Library of Useful Knowledge. Chicago: Bible House. OCLC 17303311
- Wells, Kenneth M. (1991). New God, New nation: Protestants and Self-Reconstruction Nationalism in Korea, 1896–1937. Honolulu: University of Hawaii Press.  (ISBN 0824813383 et 9780824813383); OCLC 216760168

## Référence
- (en) Cet article est partiellement ou en totalité issu de l’article de Wikipédia en anglais intitulé « Yun Yeong-ryeol » (voir la liste des auteurs).